# جملة

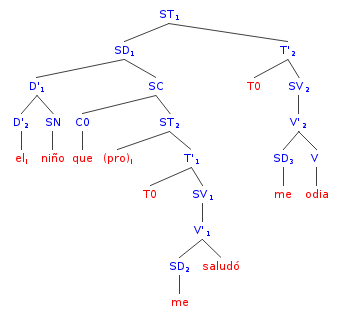

الجملة في النحو العربي هو كل لفظ سواء كان مفيداً أو غير مفيد، فإذا كان مفيداً سمي جملة مفيدة أو كلاماً، وإن لم يكن مفيداً سمي جملة غير مفيدة.

## الجملة المفيدة
الجملة المفيدة (أو الكلام) هي القول المفيد،
الذي يحسن الوقف عليه.
وهذا النوع الذي تهتم بدراسته اللغة. وينقسم إلى نوعين: الجملة الاسمية والجملة الفعلية.

### الجملة الاسمية
هي كل جملة تبدأ باسم مرفوع معرف يعرب مبتدأً، ويتممه أو يكمل معناه صفة مشتقة مرفوعة تعرف بالخبر. مثل: محمد مسافر وعلي قادم. ومنه قوله تعالى: ﴿الأعرابُ أشدُ كفراً ونفاقاً﴾.
وهذه الصورة هي أبسط صور الجملة الاسمية، وتعرف بـالجملة الاسمية الصغرى، وهناك صور أخرى للجملة الاسمية، منها: أن يكون خبر المبتدأ جملة سواء أكانت اسمية، نحو: «الحديقة أزهارها متفتحة».
- مثال:

1. المعلم النشيط
2. التلميذ ذكي
3. الجو جميل
4. السماء صافية
5. المياه عذبة

### الجملة الفعلية
هي الجملة التي تبدأ بفعل، مثل: "يكتب الطالب الدرس
". وهذا النوع من الجمل يعرف بـالجملة الكبرى. لأن جملة "أزهارها متفتحة"، جملة صغرى، فهي مكونة من مبتدأ وخبر، وفي نفس الوقت في محل رفع خبر المبتدأ "الحديقة"، الذي يكوِّن مع الخبر الجملة الاسمية، جملةً كبرى.
- مثال:
- نجح التلميذ.
- جاء الصيف.
- صاح الديك
- فاز العداء

## الجملة غير المفيدة
هي الجملة ناقصة المعنى، التي لا تعطي معنى يحسن السكوت عليه. مثل: «إن جاء محمد»، أو: «إذا حضر الماء». وهذا النوع من الجمل لا يهتم علم النحو بدراستها.

## الجمل التي لها محل من الإعراب
1- الواقعة موقع الخبر: فتكون في محل رفع بعد المبتدأ أَو اسم (إن) وأخواتها مثل: (بشْرك يحبّب بك، إِن أَخاك يسعى في خيرك، لا مؤذيَ عاقبتُه حميدة).
وتكون في محل نصب إن وقعت خبراً للفعل الناقص وما يعمل عمله: (أَنا سعيد ما دمت أَعمل)، (إِنِ الناصحُ يندم) والتأْويل: ما دمتُ عاملاً، إِن الناصحُ نادماً.
2- الواقعة فاعلاً انتقل إلى الحاشية: أَو نائب فاعل: مثل: وَتَبَيَّنَ لَكُمْ كَيْفَ فَعَلْنا بِهِمْ، وَقِيلَ بُعْداً لِلْقَوْمِ الظّالِمِينَ.
3-  الواقعة مفعولاً: بأَن كانت مقول القول مثل: (يقول: إني موافق) أو ثاني مفعولي (ظن) وأخواتها مثل: علمتك تحب الفقراء = علمتك محباً الفقراءَ، أو بعد الأفعال المعلقة عن العمل انتقل إلى الحاشية: (لا أدري أَسافرَ أَم أَقام).
فالفعل (أَدري) علقه الاستفهام عن النصب لفظاً، فصارت الجملة الاستفهامية سادة مسدَّ مفعولي (أُدري) في محل نصب.
4-  الواقعة حالاً: بعد معرفة مثل: وَلا تَمْنُنْ تَسْتَكْثِرْ فجملة تَسْتَكْثِرْ في محل نصب، حال من فاعل تمنن وهو (أَنت) المستترة، والتأْويل: (مستكثراً).
5- الواقعة صفة للنكرة: مررت برجل يحدثُ أَصحابه = برجل محدث أَصحابَه. فمحل جملة (يحدث) الجر صفة لـ (رجل).
وإذا وقعت الجملة بعد معرفة محضة (أي معرفة لفظاً ومعنى) فهي حال، وإن وقعت بعد نكرة محضة (لفظاً ومعنى) فهي صفة؛ أما إذا وقعت بعد معرفة غير محضة (أي معرفة لفظاً لا معنى) كالمحلى بـ (ال) الجنسية جاز جعلها حالاً مراعاة للفظها أو جعلها مراعاة لمعناها مثل جملة (يسبني) في قول الشاعر:
فمضيت ثمت قلت لا يعنيني
ولقد أمر على اللئيم يسبني
فهو لا يقصد لئيماً بعينه بل يخبرنا بشأنه إزاء كل لئيم، فجملة (يسبني) يجوز أن تكون في محل نصب حالاً من (اللئيم) مراعاة للفظه المعرفة، وأن تكون في محل جر صفة له باعتبار معناه النكرة.
كذلك إذا كانت النكرة غير محضة بأن كانت موصوفة مثلاً فتقترب بذلك من المعرفة ويسوغ للجملة بعدها أن تعرب صفة مراعاة للفظها. أو حالاً مراعاة لمعناها مثل: شاهدت فارساً قوياً (يجالد خصمه).
هذا والقاعدة المشهورة (الجمل بعد النكرات صفات وبعد المعارف أحوال) سارية على أشباه الجمل أيضاً. فالظرف أو الجار والمجرور بعد النكرات المحضة يتعلقان بصفات مثل (رأيت رجلاً على فرس) و(خذ سمكةً في الحوض) التقدير: رجلاً كائناً على فرس، وسمكة كائنة في الحوض، وبعد المعارف المحضة تتعلق بأحوال مثل: (رأيت أخاك على فرس) أي (كائناً) على فرس، فالجار والمجرور متعلقان بـ (كائن) حال من (أخاك) وكذلك شاهدت أحمدَ عند الحاكم، الظرف متعلق بـ (كائن) حال والتقدير: شاهدت أحمد (كائناً) عند الحاكم.
6- الواقعة مضافاً إليها: بعد ظروف الزمان أَو أسمائه أو (حيث) أَو كلمة (قول) أَو (قائل) أَو (آية) مثل: هَذا يَوْمُ لا يَنْطِقُونَ، (اذكر نصيحة أَبيك إذ سافر)، اجلس حيثُ يجلس أخوك، قولُ (كان أَبي) يغرُّ الجاهل، أَجب قائلَ (كيف أَنت؟)، كنت قريباً منكم بآيةِ رفضتم الدعوة.
7- الواقعة جواباً لشرط جازم: مقترنة بالفاء أَو (إِذا) الفجائية مثل: إِن تحسن فما لك من كاره، إن تحرمه إِذ هو عدوٌ لك.
8- التابعة لجملة ذات محل: بالعطف أَو البدلية أَو التوكيد مثل هَذا يَوْمُ لا يَنْطِقُونَ، وَلا يُؤْذَنُ لَهُمْ فَيَعْتَذِرُونَ.
جملة وَلا يُؤْذَنُ محلها الجر لعطفها على جملة لا يَنْطِقُونَ التي هي في محل جر لإضافة (يوم) إليها، كذلك جملة (لا ينطقون) التي هي في محل جر لإضافة (يوم) إليها، كذلك جملة فَيَعْتَذِرُونَ محلها الجر لعطفها بالفاء على جملة وَلا يُؤْذَنُ لَهُمْ، (اعمل عملاً ينفعك ينقذك من ورطتك) فجملة (ينقذك) محلها النصب بدل من جملة (ينفعك) التي هي صفة لـ (عملاً).
والتوكيد مثل: (هذا قول هو ضارٌ لك هو ضارٌ لك) فالجملة الثانية محلها الرفع توكيد للجملة الأُولى (هو ضارٌ لك) التي هي صفة لـ (قولٌ) المرفوعة.

## وصلات خارجية
- أنواع الجمل ومواقعها الإعرابية
- مفهوم الجملة، أنواعها، وأغراضها البيانية
- قواعد اللغة العربية: الجملة المفيدة والجملة غير المفيدة